# Gerhard Quaiser

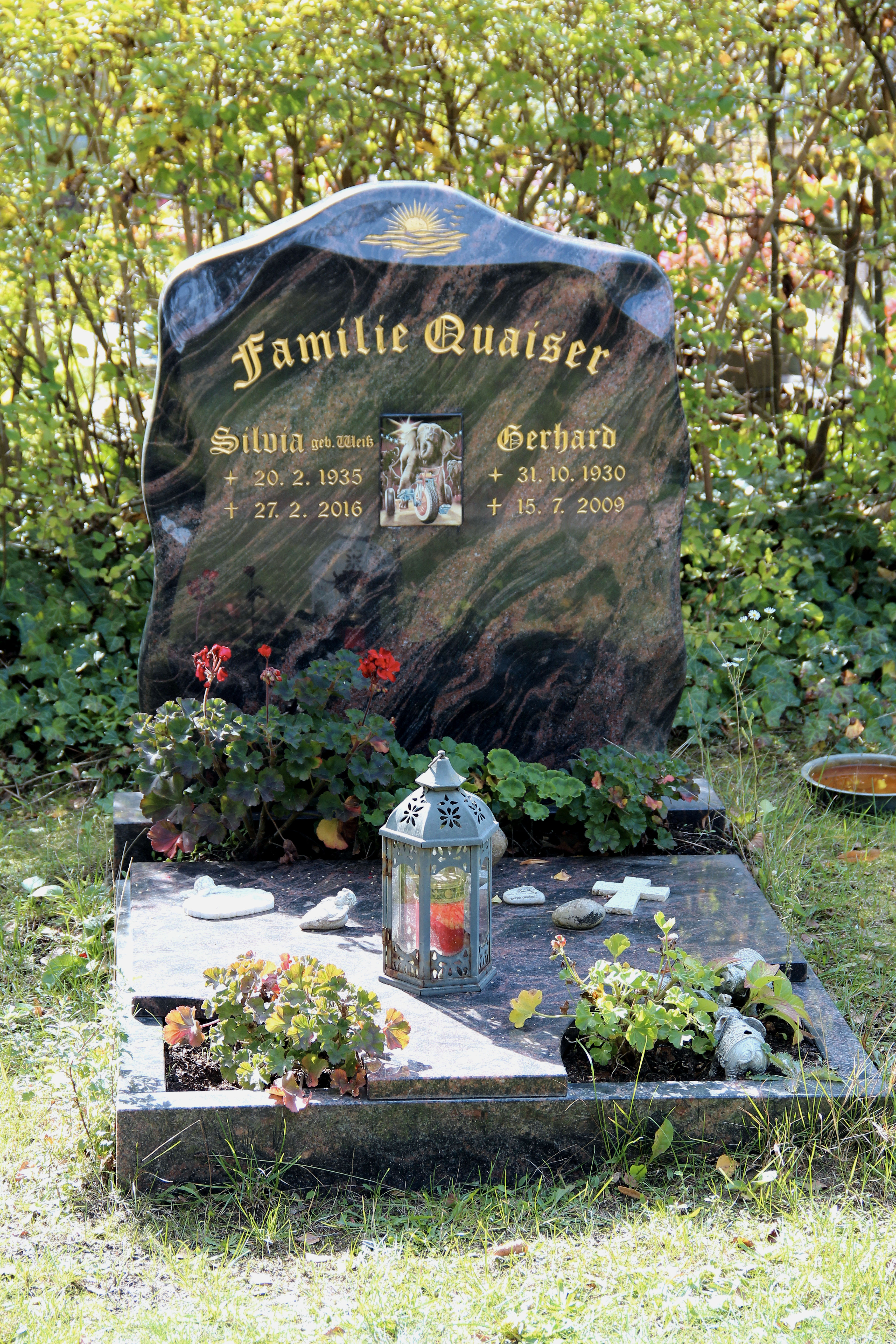
Ruhestätte auf dem Gemeindefriedhof in Hoppegarten

Gerhard Quaiser (* 31. Oktober 1930 in Döllnitz im Saalekreis; † 15. Juli 2009 in Hoppegarten) war ein Elefantendompteur aus der DDR.

## Leben
Gerhard Quaiser entstammt einer vielköpfigen Zirkusfamilie, die in ihren Wohnwagen herumreiste. Die Versorgung der Familienmitglieder und der Tiere war ein mühsames Unterfangen. Im Alter von 16 Jahren wechselte Quaiser in den Zirkus seines Onkels. Dort begann er außerhalb der Manege als Zeltarbeiter, Requisiteur und Tierpfleger. Aufgrund der in einem Kleinbetrieb unabdingbaren Vielseitigkeit kamen Einsätze in weiteren Bereichen hinzu, und bald beherrschte er Artistiknummern an den Ringen, am Solotrapez und auf dem Pferd.
Anschließend trat er in die Dienste des Zirkus Frankello, ebenfalls ein Familienunternehmen, ein und hatte einen ersten Kontakt mit einem Elefanten. Als der Großzirkus Aeros 1952 einen versierten Pferdepfleger suchte, bewarb sich Quaiser und wurde angenommen. Dort herrschte eine strenge Arbeitsteilung. Dennoch gelang es ihm, mit höheren Aufgaben betraut zu werden, und so wurde er dank seiner ruhigen und sicheren Hand und seines Vierbeinerverstandes erst Bereiter, dann Exotenstallmeister, das heißt, er kümmerte sich um Wasserbüffel, Yaks, Zebus, Kamele und Guanakos. Er assistierte bei der Dressur neu eingekaufter ungarischer Steppenrinder und schuf so eine Grundlage für spätere eigene Dressuren. 1955 stieg er zum Oberstallmeister sämtlicher heufressender Tiere auf, worunter auch die fünf Indischen Elefanten fielen. Während eines einjährigen Ungarn-Gastspiels 1959 fiel die Dompteuse aus. Dank der geschaffenen Vertrauensbasis konnte er bei der Elefanten-Vorführung einspringen. Letztlich überzeugte er derart, dass ihm die Gruppe ausbildungstechnisch anvertraut wurde. Die Elefanten waren alt und die Arbeit mit ihnen daher besonders schwer, aber er erreichte es dennoch, dass das Publikum ihre Nummer begeistert aufnahm.
Quaiser war mit den fünf Elefanten von 1960 bis 1966, nur einmal unterbrochen durch ein Engagement bei einem tschechischen Zirkus, fester Bestandteil des Aeros-Programms. 1961 war er zusätzlich für den Exotenzug verantwortlich. Im Jahre 1964 ging er mit dem Elefanten „Birna“ vor dem Warenhaus am Berliner Alexanderplatz „durch einen Porzellanladen“. Dazu hatte man sechs Hürden voller Tassen, Kaffeekannen und anderem Gebrauchsporzellan aufgestapelt. Unter den Augen hunderter Zuschauer führte der Dompteur den Elefanten sicher durch das enge Labyrinth aus Porzellan, ohne etwas dabei zu beschädigen.
1966 trafen neben Tigern auch vier neue Elefantenbabys aus Kalkutta im Zirkus ein. Sie wurden in die Gruppe und in den Revueteil integriert. Quaiser unternahm Recherchen nach Dressurnummern und stieß dabei auf Wilhelm Philadelphia, der in Wilhelm Hagenbecks Hamburger Dressurschule 1890 einen Elefanten ein größenangepasstes Dreirad fahren ließ. Ein solches wurde entwickelt und die Elefantendame Delhi darauf dressiert. Nach deren Tod wurde Deoli in anderthalb Jahren zur Nachfolgerin aufgebaut. Zusammen mit der Kugellaufnummer (in der vier Elefanten auf großen massiven Bällen, auf denen sie balancierend rückwärts trippelten, um sie in entgegengesetzter Richtung voranzutreiben) wurde die Dreiradnummer und damit er selbst in der internationalen Fachwelt bekannt. Seine Elefantendressur gehörte fortan zur europäischen Spitze.
Bis 1977 blieb er Quaiser Aeros treu, dann arbeitete er im Winter 1977/78 im Nouvel Hippodrom de Paris und stellte ein Jahr lang im Cirque Jean-Richard sein Können unter Beweis. Es folgten zwei Jahre als Attraktion im Zirkus Berolina, dem Staatszirkus der DDR. Dazwischen nahm er 1979 am Internationalen Circusfestival Monte Carlo teil. In der ersten Hälfte der 1980er Jahre war er abwechselnd bei Berolina und beim Circus Busch beschäftigt, bis er noch einmal zwei Jahre bei Aeros tätig war, ehe er Ende 1985 seine Aufgabe an seinen Sohn Marcus weitergab. Auch sein zweiter Sohn, Roy, etablierte sich in der Zirkuswelt.
Ein besonderer Höhepunkt im Berufsleben von Gerhard Quaiser war 1985 das zehnmonatige Japan-Gastspiel mit 75 Vorstellungen. Es war das erste Überseegastspiel des DDR-Staatszirkus. Da ein Zelttransport zu aufwändig gewesen wäre, fanden die Vorstellungen in großen Sport- und Stadthallen statt. Am ersten Abend in Tokio wurde die Besuchermarke von 500.000 übertroffen. Es war 50 Jahre her, dass der Circus Hagenbeck die Japaner zuletzt mit europäischer Zirkuskunst überrascht hatte. In der japanischen Zirkustradition kommen Tiere kaum vor, und so avancierte die Elefantengruppe zum Publikumsliebling.
Gerhard Quaiser verstarb am 15. Juli 2009. Seine letzte Ruhestätte befindet sich auf dem Friedhof Hoppegarten in der Rudolf-Breitscheid-Straße.

## Auszeichnungen
- 1980: Nationalpreis der DDR III. Klasse für Kunst und Literatur[10]